# 叶夫根尼娅·季莫申科
叶夫根尼娅·亚历山德罗芙娜·季莫申科（烏克蘭語：Євге́нія Олекса́ндрівна Тимоше́нко，羅馬化：Yevheniia Oleksandrivna Tymoshenko，1980年2月20日—），乌克兰女性企业家、慈善家与活动家。她是乌克兰前总理尤利娅·季莫申科的女儿。
她在聶伯城开有一家餐厅，并多次表明自己不想踏入政坛。